# Akbayır, Elbistan
Akbayır là một thị trấn thuộc huyện Elbistan, tỉnh Kahramanmaraş, Thổ Nhĩ Kỳ. Dân số thời điểm năm 2010 là 1.697 người.